# NGC 6364
NGC 6364 ist eine 13,1 mag helle, linsenförmige Galaxie vom Hubble-Typ S0 im Sternbild Herkules und etwa 314 Millionen Lichtjahre von der Milchstraße entfernt.
Sie wurde im Juni 1865 von Auguste Voigt entdeckt.